# تیگرانس
تیگرانس (‎/tɪˈɡreɪniːz/‎, یونانی باستان: Τιγράνης) ترجمهٔ یونانی نام ایرانی باستانی *Tigrāna است. این نام متعلق به تعدادی از شخصیت‌های تاریخی، به‌ویژه پادشاهان ارمنستان، بوده است.
نام تیگرانس که ماهیتی تئوفوریک (مربوط به خدایان) داشت، در زمان هخامنشیان (۵۵۰–۳۳۰ قبل از میلاد) نادر بود. تنها دو شخصیت تاریخی از آن دوران شناخته شده‌اند که این نام را داشته‌اند.. 
به‌طور کلی، مشهورترین تیگران، تیگران بزرگ است که از ۹۵ تا ۵۵ پیش از میلاد پادشاه ارمنستان بود و امپراتوری کوتاه‌مدتی را بنیان‌گذاری کرد. پدر او، که از ۱۱۵ تا ۹۵ پیش از میلاد فرمانروایی کرد، نیز تیگران نام داشت، و همچنین چندین پادشاه دیگر ارمنستان در دوره‌های بعدی نیز به همین نام بودند. در انتساب شماره‌های سلسله‌ای به این پادشاهان، عدم انسجامی وجود دارد. تیگران‌های اولیه و پسرش معمولاً در این شماره‌گذاری‌ها شامل نمی‌شوند، به‌طوری‌که تیگران اول به‌عنوان پدر تیگران بزرگ در نظر گرفته می‌شود.
دیگر تیگران، یکی از اعضای خانواده هخامنشی بود که به گفته هرودوت پسر آرتابانوس بود که در ارتش خشایارشا در هنگام حمله به یونان فرماندهی مادها را برعهده داشت.
لوسیان، نویسنده سوری در اثر خود به نام «تاریخ واقعی»، هومر را به‌عنوان یک بابلی به نام تیگران توصیف می‌کند که نام هومر را زمانی که توسط یونانی‌ها به‌عنوان «گروگان» (homeros) گرفته شد، برگزید.

## افراد
- تیگرانس (افسانه ای)، شخصیت افسانه ای ارمنی
- تیگران اول ۱۱۵–۹۵ قبل از میلاد حکومت کرد
- تیگران کبیر، که گاهی با نام تیگران دوم شناخته می‌شود، در سال‌های ۹۵ تا ۵۵ قبل از میلاد حکومت کرد
- تیگرانس کوچک، پسر تیگران کبیر، برای مدت کوتاهی بر پادشاهی سوفن، ۶۵ قبل از میلاد حکومت کرد.
- تیگران سوم ۲۰ تا ۸ قبل از میلاد حکومت کرد
- تیگران چهارم ۸–۵ قبل از میلاد و ۲ قبل از میلاد - ۱ پس از میلاد حکومت کرد
- تیگران پنجم بین ۶ تا ۱۲ بعد از میلاد حکومت کرد
- تیگران ششم در سال‌های ۵۸–۶۱ پس از میلاد حکومت کرد
- تیگران هفتم (تیران) ۳۳۹ - حدود ۳۵۰ پس از میلاد حکومت کرد

## برای مطالعهٔ بیشتر
- Shahbazi, A. Shapur (2017).  Badian, Ernst (ed.). "Irano-Hellenic Notes: 1. The Three Faces of Tigranes". American Journal of Ancient History. De Gruyter. 2 (2): 124–136. doi:10.31826/9781463237547-002.